# Großer Preis von Australien 2014
Der Große Preis von Australien 2014 (offiziell 2014 Formula 1 Rolex Australian Grand Prix) fand am 16. März auf dem Albert Park Circuit in Melbourne statt und war das erste Rennen der Formel-1-Weltmeisterschaft 2014.

## Bericht

### Hintergrund
Zur Saison 2014 wurde ein neues Motorenreglement eingeführt, sodass alle Teams und Fahrer neue Motoren verwendeten. Seit dem Großen Preis von Australien 1988 kamen erstmals wieder Turbomotoren zum Einsatz.
Beim Großen Preis von Australien stellte Pirelli die Mischungen P Zero Medium (weiß) und P Zero Soft (gelb) sowie für Nässe Cinturato Intermediates (grün) und Cinturato Full-Wets (blau) zur Verfügung.
Die beiden DRS-Zonen befanden sich an denselben Stellen wie bereits 2013, die erste Zone auf der Start-Ziel-Geraden genau 762 Meter vor der ersten Kurve, der Jones. Nach der Brabham begann die zweite Zone, die 510 Meter lang war. Es gab für beide DRS-Zonen nur einen Messpunkt, an dem der Abstand zum Vordermann ermittelt wird; er lag 13 Meter vor der Stewart. Bei einem erfolgreichen Überholmanöver auf der Start-Ziel-Geraden durfte demzufolge der dann vorausfahrende Fahrer in der zweiten Zone das DRS erneut verwenden.
Marcus Ericsson (Caterham), Daniil Kwjat (Toro Rosso) und Kevin Magnussen (McLaren-Mercedes) debütierten bei diesem Grand Prix in der Formel 1. Nico Hülkenberg (Force India), Pastor Maldonado (Lotus), Felipe Massa (Williams), Sergio Pérez (Force India), Daniel Ricciardo (Red Bull) und Adrian Sutil (Sauber) starteten erstmals für ihre neuen Teams. Kamui Kobayashi (Caterham) und Kimi Räikkönen (Ferrari) kehrten in die Formel 1 zurück. Kobayashi kam zuletzt beim Großen Preis von Brasilien 2012, Räikkönen beim Großen Preis von Abu Dhabi 2013 zum Einsatz.
Mit Jenson Button (dreimal), Räikkönen (zweimal), Fernando Alonso, Lewis Hamilton und Sebastian Vettel (jeweils einmal) traten fünf ehemalige Sieger zu diesem Grand Prix an.
Als Rennkommissare fungierten Steve Chopping (AUS), Gerd Ennser (GER), Tim Mayer (USA) und Emanuele Pirro (ITA).

### Training
Im ersten freien Training fuhr Alonso die Bestzeit vor Button und Valtteri Bottas. Lediglich 16 Fahrern gelang es, eine Zeit zu setzen, wobei nur die ersten 14 innerhalb der für die Qualifikation erforderlichen 107-Prozent-Zeit waren. Die meisten Runden fuhr der neuntplatzierte Jean-Éric Vergne. Die Zeiten waren im Vergleich zum ersten Training des Vorjahrs um viereinhalb Sekunden langsamer. Die meisten Teams beschäftigten sich im ersten Training mit Funktionstests.
Im zweiten Training übernahm Hamilton, der nach einer fehlerhaften Anzeige eines Öldrucksensors im ersten Training keine gezeitete Runde absolviert hatte, die Führung vor seinem Teamkollegen Nico Rosberg. Alonso wurde Dritter. Alle 19 Fahrer, die eine Zeit gesetzt hatten, lagen innerhalb des 107-Prozent-Intervalls. Vettel absolvierte als Viertplatzierter die meisten Runden. Ericsson, Kobayashi und Maldonado fuhren in keiner der zwei Trainingssitzungen eine gezeitete Runde. Beide Toro Rosso-Piloten hatten Probleme mit der neuen Brake-by-Wire-Technologie. Kurz vor Trainingsende rutschten Hülkenberg und Romain Grosjean ins Kiesbett.
Im dritten freien Training erzielte Rosberg eine überlegene Bestzeit mit 1,391 Sekunden Vorsprung auf Button. Alonso wurde Dritter. Die schnellsten Zeiten wurden mit der Reifenmischung Soft erzielt. Hamilton, der auf der Mediummischung am schnellsten war, machte einen Fahrfehler auf seiner schnellen Runde mit den weicheren Reifen. Magnussen fuhr die meisten Runden und wurde Achter. 19 Piloten setzten eine Zeit, von denen die ersten 18 innerhalb der 107-Prozent-Hürde lagen. Ericsson war der einzige Pilot, der in keinem Training eine ausreichend schnelle Zeit erzielte. Bottas und Esteban Gutiérrez erlitten Getriebeschäden.

### Qualifying
Das Qualifying bestand aus drei Teilen mit einer Nettolaufzeit von 45 Minuten. Im ersten Qualifying-Segment (Q1) hatten die Fahrer 18 Minuten Zeit, um sich für das Rennen zu qualifizieren. Alle Fahrer, die im ersten Abschnitt eine Zeit erzielten, die maximal 107 Prozent der schnellsten Rundenzeit betrug, qualifizierten sich für den Grand Prix. Die besten 16 Fahrer erreichten den nächsten Teil. Ricciardo war am schnellsten. Ein paar Minuten vor Ende des Segments begann es zu regnen, sodass keine Zeitenverbesserungen mehr möglich waren. Die Lotus- und Marussia-Piloten sowie Ericsson und Gutiérrez schieden aus. Maldonado setzte keine Zeit und scheiterte damit an der Qualifikation. Da er im dritten freien Training eine ausreichend schnelle Zeit gesetzt hatte, wurde er nachträglich zum Start zugelassen.
Der zweite Abschnitt (Q2) dauerte 15 Minuten. Die schnellsten zehn Piloten qualifizierten sich für den dritten Teil des Qualifyings. Das Q2 fand auf nasser Strecke statt. Die Piloten verwendeten Intermediate-Reifen. Rosberg übernahm die Führung. Räikkönen schlug am Ende ausgangs Kurve 6 in die Mauer ein. Pérez, Kobayashi, Sutil, Vettel, Räikkönen und Button schafften es nicht in den letzten Teil des Zeitentrainings.
Der letzte Abschnitt (Q3) ging über eine Zeit von zwölf Minuten, in denen die ersten zehn Startpositionen vergeben wurden. Es war noch etwas nasser, sodass einige Piloten auf den Full-Wet-Reifen fuhren. Hamilton fuhr schließlich die Bestzeit vor Ricciardo und Rosberg. Kwjat verlor kurz vor Ende die Kontrolle über sein Fahrzeug und beschädigte die Front des Wagens.
Wegen vorzeitiger Getriebewechsel wurden Bottas und Gutiérrez um fünf Positionen nach hinten versetzt.

### Rennen
Da zwischen Qualifying und Rennen am Auto von Grosjean gearbeitet worden war und damit gegen die Parc-Fermé-Regel verstoßen wurde, musste Grosjean aus der Box starten. Weil er zu früh ans Ende der Boxengasse gefahren war, wurde er noch vor Beginn des Rennens mit einer Durchfahrtsstrafe belegt. Beim Start zur Einführungsrunde blieb Max Chilton stehen. Er wurde in die Boxengasse geschoben und nahm das Rennen von dort aus auf.
Nachdem alle Fahrer wieder zurück in die Startaufstellung gefahren waren und ihre Positionen eingenommen hatten, signalisierte Jules Bianchi, dass er seinen Motor abgewürgt hatte. Deshalb wurde der Start abgebrochen und die Renndistanz um eine Runde reduziert. Bianchi wurde an die Box gebracht und nahm das Rennen mit einigen Runden Rückstand auf. Die anderen Piloten fuhren eine weitere Einführungsrunde, bevor das Rennen schließlich begann. In dieser zusätzlichen Einführungsrunde beklagte sich Vettel per Funk bei seinem Team über ungenügende Leistung seines Motors.
Rosberg startete vom dritten Platz am besten und übernahm die Führung. Im gesamten Feld gab es Positionsveränderungen. Zwischen Kobayashi und Massa kam es zu einer Kollision, da Kobayashi am Ende der Start-Ziel-Geraden in Massa hineingefahren war. Beide Piloten schieden aus. Massa forderte anschließend eine Strafe für Kobayashi, da er von einem Fahrfehler ausging. Die Rennkommissare untersuchten den Vorfall. Dabei kam heraus, dass Kobayashi keine Schuld an dem Zwischenfall hatte, da die Hinterradbremsen seines Caterham nicht funktionierten.
Hamilton verlor indes weitere Positionen und wurde in der zweiten Runde aufgefordert, an der Box aufzugeben. Nachdem Mercedes diese Order kurzzeitig wieder zurückgenommen hatte, kam Hamilton am Ende der dritten Runde an die Box und gab auf. Sein Motor hatte Fehlzündungen in einem Zylinder. Eine Runde später beendete auch Vettel das Rennen an der Box mit technischen Schwierigkeiten. Er war zuvor in etwa 15 Sekunden pro Runde langsamer als Rosberg.
Rosberg führte das Rennen in der Anfangsphase vor Ricciardo, Magnussen, Hülkenberg, Alonso, Bottas, Räikkönen, Vergne, Kwjat und Button an. Während Rosberg seinen Vorsprung sukzessive ausbaute, setzte Bottas Alonso unter Druck. Dabei touchierte er ausgangs der Clark die Mauer, sein Williams erlitt einen Reifenschaden hinten rechts, auch die Felge brach. Bottas fuhr an die Box, verlor auf dem Weg dorthin jedoch den Reifen und Teile der Felge. Die Rennleitung entschied sich dazu, das Safety Car auf die Strecke zu schicken, um die Trümmerteile bergen zu können. Die meisten Piloten nutzten dies zu einem Reifenwechsel. Bottas fiel auf den sechzehnten Platz zurück.
Beim Restart in der 16. Runde behielt Rosberg die Führung und setzte sich schnell vom restlichen Feld ab. In der 19. Runde fuhr er schließlich die schnellste Rennrunde und begann anschließend das Rennen kontrolliert an der Spitze zu fahren. Im Duell um den vierten Platz setzte Alonso in der Zwischenzeit Hülkenberg unter Druck. Zu einem Überholversuch kam es jedoch nicht.
Bevor die Phase der zweiten Boxenstopps begann, schieden Ericsson und Maldonado aus. Ericsson hatte Probleme mit dem Öldruck, bei Maldonado war die ERS-K defekt. Durch einen etwas früheren Boxenstopp gelang es Button, an Hülkenberg und Alonso vorbeizugehen. Alonso konnte Hülkenberg hinter sich lassen und setzte sich infolgedessen von ihm ab.
Während Grosjean das Rennen ebenfalls mit einer defekten ERS-K aufgeben musste, fiel Bottas, der sich wieder nach vorne gearbeitet hatte, im vorderen Feld mit Überholmanövern auf. In der 47. Runde ging er an Vergne, in der 53. Runde an Hülkenberg vorbei auf den sechsten Platz. Vorne setzte Magnussen Ricciardo unter Druck, zu einem Überholversuch kam es jedoch nicht.
Rosberg gewann das Rennen schließlich mit einem überlegenen Start-Ziel-Sieg und erzielte damit den 100. Sieg eines Rennwagens mit Mercedes-Motor in der Formel 1. Für Rosberg war es der vierte Sieg in der Formel-1-Weltmeisterschaft und der erste seit dem Großen Preis von Großbritannien 2013. Ricciardo kam auf dem zweiten Platz ins Ziel, wurde jedoch nach dem Rennen disqualifiziert, weil er die maximal zulässige Benzindurchflussmenge während des Rennens mehrfach überschritten hatte. Die Rennleitung hatte Red Bull vor dem Rennen dreimal über die Unregelmäßigkeiten an Ricciardos Wagen mit der Bitte informiert, die maximal zulässige Benzindurchflussmenge einzuhalten. Der Rennstall ignorierte diese Aufforderung allerdings. Wäre Red Bull der Aufforderung nachgekommen, hätte die Rennleitung keine Strafe ausgesprochen. Red Bull legte gegen die Entscheidung der Rennleitung Einspruch ein und begründete ihn mit Inkonsistenzen beim FIA-Fuel-Flow-Meter bei mehreren Fahrzeugen über das Wochenende. Vier Wochen nach dem Rennen wurde der Einspruch von Red Bull durch das FIA-Berufungsgericht abgewiesen. Im Rahmen der Verhandlung wurde bekannt, dass Ricciardo nur hinter dem Safety Car die zulässige Benzindurchflussmenge eingehalten hatte. Red Bull argumentierte, dass das Messgerät der FIA fehlerhaft gewesen sei.
Magnussen rückte so auf den zweiten Platz nach. Damit gelang ihm bei seinem ersten Formel-1-Rennen die erste Podestplatzierung seiner Karriere. Es war die erste Podestplatzierung eines Debütanten seit dem Großen Preis von Australien 2007, bei dem Hamilton Dritter geworden war. Zudem wurde Magnussen zum ersten Dänen auf dem Formel-1-Podium. Button wurde Dritter.
Die Top 10 komplettierten Alonso, Bottas, Hülkenberg, Räikkönen, Vergne, Kwjat und Pérez. Auch Bottas erreichte bei diesem Rennen die bisher beste Platzierung seiner Formel-1-Karriere. Kwjat fuhr bei seinem Debütrennen in die Punkte und wurde damit im Alter von 19 Jahren und 324 Tagen zum jüngsten Piloten der Formel-1-Weltmeisterschaft, der einen Punkt erzielte.
Die Fahrerwertung war nach dem ersten Rennen mit dem Rennergebnis identisch. Bei den Konstrukteuren ging die Führung an McLaren vor Mercedes und Ferrari.

#### Kommentare der ersten drei Fahrer
„Das war ein unglaublicher Tag für uns. Die Saison mit einem Sieg zu beginnen, ist sagenhaft. Deshalb möchte ich jedem, der an der Entwicklung unseres Autos im Winter beteiligt war, ein großes Dankeschön aussprechen. Ich habe schon immer davon geträumt, so einen starken Silberpfeil zu haben und nun scheint es der Fall zu sein. Das Rennen verlief für mich perfekt. Mein Start war großartig und ich konnte bis zum Ende pushen, weil wir unseren Benzinverbrauch gut unter Kontrolle hatten.

Trotz unseres heutigen Erfolges wissen wir, dass es noch viel zu tun gibt. Wir haben im Laufe dieses Wochenendes gesehen, dass die Zuverlässigkeit noch immer ein Thema ist. Sie hat heute leider ein starkes Ergebnis mit beiden Autos verhindert. Jetzt bleiben uns zwei Wochen, um uns auf diesem Gebiet zu verbessern. Ich freue mich sehr auf Malaysia und würde am liebsten schon morgen dort ein Rennen fahren!“

„Das Ganze ist für mich schwer zu fassen und ziemlich surreal.

Ich bin das erste Mal in der Formel 1, aber schon die Tests waren gut. Das Auto war zuletzt wesentlich besser als zu Beginn. Heute ist alles super gelaufen und es hat das ganze Rennen lang alles gepasst.

Ich wünschte, mein Vater hätte heute hier sein können. Es ist ein wundervoller Tag und ich bin sehr glücklich.“

„Es ist lange her, dass wir geführt haben. Wir liegen nicht an der Spitze, weil wir das schnellste, sondern weil wir ein verlässliches Auto haben und relativ zügig unterwegs sind. Es fühlt sich gut an.

Ich habe es genossen. Ich hatte den Jungs gesagt, dass wir schnell vorkommen würden, wenn wir gut starten - gerade in Anbetracht dessen, wie schwierig die Autos auf der Bremse sind.“

Anmerkung
Zum Zeitpunkt der Interviews war die Disqualifikation von Daniel Ricciardo noch nicht bekannt.

## Meldeliste
| Team                          | Nr. | Fahrer            | Chassis           | Motor                 | Reifen |
| ----------------------------- | --- | ----------------- | ----------------- | --------------------- | ------ |
| Infiniti Red Bull Racing      | 01  | Sebastian Vettel  | Red Bull RB10     | Renault 1.6 V6T       | P      |
| Infiniti Red Bull Racing      | 03  | Daniel Ricciardo  | Red Bull RB10     | Renault 1.6 V6T       | P      |
| Marussia F1 Team              | 04  | Max Chilton       | Marussia MR03     | Ferrari 1.6 V6T       | P      |
| Marussia F1 Team              | 17  | Jules Bianchi     | Marussia MR03     | Ferrari 1.6 V6T       | P      |
| Mercedes AMG Petronas F1 Team | 06  | Nico Rosberg      | Mercedes F1 W05   | Mercedes-Benz 1.6 V6T | P      |
| Mercedes AMG Petronas F1 Team | 44  | Lewis Hamilton    | Mercedes F1 W05   | Mercedes-Benz 1.6 V6T | P      |
| Scuderia Ferrari              | 07  | Kimi Räikkönen    | Ferrari F14 T     | Ferrari 1.6 V6T       | P      |
| Scuderia Ferrari              | 14  | Fernando Alonso   | Ferrari F14 T     | Ferrari 1.6 V6T       | P      |
| Lotus F1 Team                 | 08  | Romain Grosjean   | Lotus E22         | Renault 1.6 V6T       | P      |
| Lotus F1 Team                 | 13  | Pastor Maldonado  | Lotus E22         | Renault 1.6 V6T       | P      |
| Caterham F1 Team              | 09  | Marcus Ericsson   | Caterham CT05     | Renault 1.6 V6T       | P      |
| Caterham F1 Team              | 10  | Kamui Kobayashi   | Caterham CT05     | Renault 1.6 V6T       | P      |
| Sahara Force India F1 Team    | 11  | Sergio Pérez      | Force India VJM07 | Mercedes-Benz 1.6 V6T | P      |
| Sahara Force India F1 Team    | 27  | Nico Hülkenberg   | Force India VJM07 | Mercedes-Benz 1.6 V6T | P      |
| Williams Martini Racing       | 19  | Felipe Massa      | Williams FW36     | Mercedes-Benz 1.6 V6T | P      |
| Williams Martini Racing       | 77  | Valtteri Bottas   | Williams FW36     | Mercedes-Benz 1.6 V6T | P      |
| McLaren Mercedes              | 20  | Kevin Magnussen   | McLaren MP4-29    | Mercedes-Benz 1.6 V6T | P      |
| McLaren Mercedes              | 22  | Jenson Button     | McLaren MP4-29    | Mercedes-Benz 1.6 V6T | P      |
| Sauber F1 Team                | 21  | Esteban Gutiérrez | Sauber C33        | Ferrari 1.6 V6T       | P      |
| Sauber F1 Team                | 99  | Adrian Sutil      | Sauber C33        | Ferrari 1.6 V6T       | P      |
| Scuderia Toro Rosso           | 25  | Jean-Éric Vergne  | Toro Rosso STR9   | Renault 1.6 V6T       | P      |
| Scuderia Toro Rosso           | 26  | Daniil Kwjat      | Toro Rosso STR9   | Renault 1.6 V6T       | P      |

## Klassifikationen

### Qualifying
| Pos.                                                                      | Fahrer            | Konstrukteur         | Q1         | Q2       | Q3       | Start |
| ------------------------------------------------------------------------- | ----------------- | -------------------- | ---------- | -------- | -------- | ----- |
| 01                                                                        | Lewis Hamilton    | Mercedes             | 1:31,699   | 1:42,890 | 1:44,231 | 01    |
| 02                                                                        | Daniel Ricciardo  | Red Bull-Renault     | 1:30,775   | 1:42,295 | 1:44,548 | 02    |
| 03                                                                        | Nico Rosberg      | Mercedes             | 1:32,564   | 1:42,264 | 1:44,595 | 03    |
| 04                                                                        | Kevin Magnussen   | McLaren-Mercedes     | 1:30,949   | 1:43,247 | 1:45,745 | 04    |
| 05                                                                        | Fernando Alonso   | Ferrari              | 1:31,388   | 1:42,805 | 1:45,819 | 05    |
| 06                                                                        | Jean-Éric Vergne  | Toro Rosso-Renault   | 1:33,488   | 1:43,849 | 1:45,864 | 06    |
| 07                                                                        | Nico Hülkenberg   | Force India-Mercedes | 1:33,893   | 1:43,658 | 1:46,030 | 07    |
| 08                                                                        | Daniil Kwjat      | Toro Rosso-Renault   | 1:33,777   | 1:44,331 | 1:47,368 | 08    |
| 09                                                                        | Felipe Massa      | Williams-Mercedes    | 1:31,228   | 1:44,242 | 1:48,079 | 09    |
| 10                                                                        | Valtteri Bottas   | Williams-Mercedes    | 1:31,601   | 1:43,852 | 1:48,147 | 15    |
| 11                                                                        | Jenson Button     | McLaren-Mercedes     | 1:31,396   | 1:44,437 | –        | 10    |
| 12                                                                        | Kimi Räikkönen    | Ferrari              | 1:32,439   | 1:44,494 | –        | 11    |
| 13                                                                        | Sebastian Vettel  | Red Bull-Renault     | 1:31,931   | 1:44,668 | –        | 12    |
| 14                                                                        | Adrian Sutil      | Sauber-Ferrari       | 1:33,673   | 1:45,655 | –        | 13    |
| 15                                                                        | Kamui Kobayashi   | Caterham-Renault     | 1:34,274   | 1:45,867 | –        | 14    |
| 16                                                                        | Sergio Pérez      | Force India-Mercedes | 1:34,141   | 1:47,293 | –        | 16    |
| 17                                                                        | Max Chilton       | Marussia-Ferrari     | 1:34,293   | –        | –        | 17    |
| 18                                                                        | Jules Bianchi     | Marussia-Ferrari     | 1:34,794   | –        | –        | 18    |
| 19                                                                        | Esteban Gutiérrez | Sauber-Ferrari       | 1:35,117   | –        | –        | 20    |
| 20                                                                        | Marcus Ericsson   | Caterham-Renault     | 1:35,157   | –        | –        | 19    |
| 21                                                                        | Romain Grosjean   | Lotus-Renault        | 1:36,993   | –        | –        | Box   |
| 107-Prozent-Zeit: 1:37,129 min (bezogen auf Q1-Bestzeit von 1:30,775 min) |                   |                      |            |          |          |       |
| DNQ                                                                       | Pastor Maldonado  | Lotus-Renault        | keine Zeit | –        | –        | 21    |

Anmerkungen
1. ↑  Bottas wurde wegen eines vorzeitigen Getriebewechsels um fünf Positionen nach hinten versetzt.
2. ↑  Gutiérrez wurde wegen eines vorzeitigen Getriebewechsels um fünf Positionen nach hinten versetzt.
3. ↑  Grosjean musste aus der Boxengasse starten, da sein Fahrzeug unter Parc-Fermé-Bedingungen modifiziert worden war.
4. ↑  Maldonado durfte am Rennen teilnehmen, da er im freien Training ausreichend schnell gefahren war.

### Rennen
| Pos. | Fahrer            | Konstrukteur         | Runden | Stopps | Zeit        | Start | Schnellste Runde |
| ---- | ----------------- | -------------------- | ------ | ------ | ----------- | ----- | ---------------- |
| 01   | Nico Rosberg      | Mercedes             | 57     | 2      | 1:32:58,710 | 03    | 1:32,478 (19.)   |
| 02   | Kevin Magnussen   | McLaren-Mercedes     | 57     | 2      | + 26,777    | 04    | 1:32,917 (39.)   |
| 03   | Jenson Button     | McLaren-Mercedes     | 57     | 2      | + 30,027    | 10    | 1:33,186 (57.)   |
| 04   | Fernando Alonso   | Ferrari              | 57     | 2      | + 35,284    | 05    | 1:32,616 (56.)   |
| 05   | Valtteri Bottas   | Williams-Mercedes    | 57     | 2      | + 47,639    | 15    | 1:32,568 (56.)   |
| 06   | Nico Hülkenberg   | Force India-Mercedes | 57     | 2      | + 50,718    | 07    | 1:33,210 (56.)   |
| 07   | Kimi Räikkönen    | Ferrari              | 57     | 2      | + 57,675    | 11    | 1:33,691 (56.)   |
| 08   | Jean-Éric Vergne  | Toro Rosso-Renault   | 57     | 2      | + 1:00,441  | 06    | 1:33,864 (35.)   |
| 09   | Daniil Kwjat      | Toro Rosso-Renault   | 57     | 2      | + 1:03,585  | 08    | 1:32,634 (38.)   |
| 10   | Sergio Pérez      | Force India-Mercedes | 57     | 3      | + 1:25,916  | 16    | 1:33,366 (34.)   |
| 11   | Adrian Sutil      | Sauber-Ferrari       | 56     | 1      | + 1 Runde   | 13    | 1:34,564 (41.)   |
| 12   | Esteban Gutiérrez | Sauber-Ferrari       | 56     | 2      | + 1 Runde   | 20    | 1:34,202 (33.)   |
| 13   | Max Chilton       | Marussia-Ferrari     | 55     | 2      | + 2 Runden  | 17    | 1:35,635 (55.)   |
| –    | Jules Bianchi     | Marussia-Ferrari     | 49     | 2      | + 8 Runden  | 18    | 1:35,281 (41.)   |
| –    | Romain Grosjean   | Lotus-Renault        | 43     | 2      | DNF         | Box   | 1:34,766 (30.)   |
| –    | Pastor Maldonado  | Lotus-Renault        | 29     | 1      | DNF         | 21    | 1:37,332 (17.)   |
| –    | Marcus Ericsson   | Caterham-Renault     | 27     | 1      | DNF         | 19    | 1:37,064 (26.)   |
| –    | Sebastian Vettel  | Red Bull-Renault     | 3      | 0      | DNF         | 12    | 1:49,947 (02.)   |
| –    | Lewis Hamilton    | Mercedes             | 2      | 0      | DNF         | 01    | 1:40,287 (02.)   |
| –    | Felipe Massa      | Williams-Mercedes    | 0      | 0      | DNF         | 09    | –                |
| –    | Kamui Kobayashi   | Caterham-Renault     | 0      | 0      | DNF         | 14    | –                |
| DSQ  | Daniel Ricciardo  | Red Bull-Renault     | 57     | 2      | + 24,525    | 02    | 1:33,066 (49.)   |

Anmerkungen
1. ↑  Ricciardo beendete das Rennen auf Position zwei, aber wurde wegen Überschreitens der maximalen Benzindurchflussmenge, das eine Verletzung von Artikel 5.1.4 des technischen Reglements darstellt, nach dem Rennen disqualifiziert.

- Das offizielle Endergebnis wurde durch Red Bull Racing angefochten.[27] Der Einspruch wurde allerdings abgewiesen.

## WM-Stände nach dem Rennen
Die ersten zehn des Rennens bekamen 25, 18, 15, 12, 10, 8, 6, 4, 2 bzw. 1 Punkt(e).

### Fahrerwertung
| Pos. | Fahrer           | Konstrukteur         | Punkte |
| ---- | ---------------- | -------------------- | ------ |
| 01   | Nico Rosberg     | Mercedes             | 25     |
| 02   | Kevin Magnussen  | McLaren-Mercedes     | 18     |
| 03   | Jenson Button    | McLaren-Mercedes     | 15     |
| 04   | Fernando Alonso  | Ferrari              | 12     |
| 05   | Valtteri Bottas  | Williams-Mercedes    | 10     |
| 06   | Nico Hülkenberg  | Force India-Mercedes | 8      |
| 07   | Kimi Räikkönen   | Ferrari              | 6      |
| 08   | Jean-Éric Vergne | Toro Rosso-Renault   | 4      |
| 09   | Daniil Kwjat     | Toro Rosso-Renault   | 2      |
| 10   | Sergio Pérez     | Force India-Mercedes | 1      |
| 11   | Adrian Sutil     | Sauber-Ferrari       | 0      |

| Pos. | Fahrer            | Konstrukteur      | Punkte |
| ---- | ----------------- | ----------------- | ------ |
| 12   | Esteban Gutiérrez | Sauber-Ferrari    | 0      |
| 13   | Max Chilton       | Marussia-Ferrari  | 0      |
| –    | Jules Bianchi     | Marussia-Ferrari  | 0      |
| –    | Romain Grosjean   | Lotus-Renault     | 0      |
| –    | Pastor Maldonado  | Lotus-Renault     | 0      |
| –    | Marcus Ericsson   | Caterham-Renault  | 0      |
| –    | Sebastian Vettel  | Red Bull-Renault  | 0      |
| –    | Lewis Hamilton    | Mercedes          | 0      |
| –    | Felipe Massa      | Williams-Mercedes | 0      |
| –    | Kamui Kobayashi   | Caterham-Renault  | 0      |
| –    | Daniel Ricciardo  | Red Bull-Renault  | 0      |

### Konstrukteurswertung
| Pos. | Konstrukteur         | Punkte |
| ---- | -------------------- | ------ |
| 01   | McLaren-Mercedes     | 33     |
| 02   | Mercedes             | 25     |
| 03   | Ferrari              | 18     |
| 04   | Williams-Mercedes    | 10     |
| 05   | Force India-Mercedes | 9      |
| 06   | Toro Rosso-Renault   | 6      |

| Pos. | Konstrukteur     | Punkte |
| ---- | ---------------- | ------ |
| 07   | Sauber-Ferrari   | 0      |
| 08   | Marussia-Ferrari | 0      |
| –    | Red Bull-Renault | 0      |
| –    | Lotus-Renault    | 0      |
| –    | Caterham-Renault | 0      |